# Финале Светског првенства у фудбалу за жене 2015.
Финале ФИФА Светског првенства за жене 2015. је била фудбалска утакмица која је одредила победника ФИФА Светског првенства за жене 2015. на којем су учествовале женске репрезентације чланица ФИФА. Играно је 5. јула 2015. на фудбалском стадиону БК плејс, у Ванкуверу, Британска Колумбија, а победник је била репрезентација Сад, која је победила Јапан са 5 : 2.
За ову утакмицу улози су били велики за обе стране: ако би Сједињене Државе победиле у мечу, то би била једина земља која је победила у три финала Светског првенства за жене, да је уместо тога победио Јапан, онда би то био први фудбалски тим, мушки или женски, који је победио два пута под истим тренером (Норио Сасаки за Јапан) пошто је Виторио Поко предводио Италију до победе на Светском првенству 1934. и Светском првенству 1938. године. На крају, Сједињене Државе су победиле са 5 : 2, освојивши своју прву титулу у 16 година и поставши први тим који је победио у три финала Светског првенства за жене.
Због проширеног формата такмичења, то је био први пут да су финалисти одиграли седму утакмицу на турниру. Сједињене Државе су претходно три пута стизале до финалне утакмице, победивши два пута (1991. и 1999.) и пласиравши се као другопласирани 2011. године. Ово је био други узастопни финални наступ Јапана и њихов покушај да буду прва земља која је успешно одбранила титулу од Немачка на Светском првенству 2007. Оба тима су била непоражена током целог турнира, при чему су Сједињене Државе примиле само један гол у шест мечева до финала, а Јапан је победио у свим мечевима у регуларном времену.

## Позадина
Пре овог турнира, ово двоје финалиста су се већ три пута претходно сусрела на Светском првенству. Сједињене Државе су победиле Јапан са 3 : 0 у групној фази 1991. и победиле са 4 : 0 у четвртфиналном мечу 1995, док је Јапан победио САД са 3 : 1 преко, извођењем пенала у финалу Светског првенства 2011. меч је био нерешен 2 : 2 након продужетака. 
Сједињене Државе су победиле у финалу 2 : 1 у мечу за златну медаљу на Летњим олимпијским играма 2012. Последњи сусрет између два тима био је на Купу Алгарвеа 2014, који је завршен нерешеним резултатом 0 : 0, након што је претходни Куп Алгарвеа између два тима освојио Јапан са 1 : 0. Both the United States and Japan began the 2015 Women's World Cup as favorites to win the tournament. И Сједињене Државе и Јапан започели су Светско првенство за жене 2015. као фаворити за освајање турнира. Сједињене Државе су биле на другом месту ФИФА Светске ранг листе за жене, док је Јапан био на четвртом месту.
Сједињене Америчке Државе су ушле у финале 2015. као двоструки шампиони света, освојивши прво и треће Светско првенство за жене. Сједињене Државе су биле прве крунисане шампионке на инаугурационом Светском првенству за жене 1991. одржаном у Кини. У финалу су победиле Норвешку резултатом 2 : 1, уз два гола Мишел Акерс. У финалу 1999. године домаћини Сједињене Државе и Кина одиграле су нерешено без погодака. После продужетака, Сједињене Државе су победиле пеналима са 5 : 4.
Финале 2015. је било други пут узастопно финале за Јапан. Њихова прва и једина победа била је победа против Сједињених Држава на Светском првенству за жене 2011. одржаном у Немачкој. То је такође био трећи узастопни пут да су финале великог женског фудбалског турнира представљале Јапан и Сједињене Државе, после Светског првенства 2011. и Олимпијских игара 2012. године.
Дана 30. јуна 2015, председник ФИФА Сеп Блатер је најавио да неће путовати у Ванкувер да присуствује финалу, остављајући потпредседника ФИФА Ису Хајату да уручи трофеј шампиону у финалу.

## Пут до финала
Сједињене Државе су у финале дошле непоражене и примиле само један гол у шест мечева до финала. Репрезентација је извучена у групу Д Светског првенства за жене, заједно са Аустралијом, Шведском и Нигеријом. Први меч САД против Аустралије одигран је на стадиону у Винипегу. Након што је Меган Рапиное постигла рани гол, Аустралија је успела да изједначи. Два гола у другом полувремену довела су до тога да су Сједињене Државе узеле сва три бода у свом првом мечу. Сједињене Америчке Државе су одиграле други меч против Шведске у Винипегу. Након 90 минута без голова, оба тима су отишла са по једним поеном. У свом финалном мечу у групи, Сједињене Државе су играле против Нигерије на распродатом стадиону БК Плејс. Један погодак капитена Еби Вамбах у 45. минуту био је довољан да Сједињене Државе прођу у осмину финала као победници групе да се суоче са трећепласираним тимом Групе Ф Колумбијом. Голом Алекса Моргана у 53. минуту и пеналом који је реализовао Карли Лојд у 66. минуту, утакмица је завршена резултатом 2 : 0. У четвртфиналу, Сједињене Државе су играле против Кине на стадиону Ленсдаун. Голом Карли Лојд је утакмица завршила резултатом 1 : 0. Сједињене Државе су се у полуфиналу играле против Немачке. Головима Карли Лојд и Кели О'Харе на Олимпијском стадиону меч је завршио резултатом 2 : 0, а Сједињене Државе су се пласирале у финале 2015. године.
Јапан је до финала стигао непоражен и примио само три гола. Ушли су у групу Ц заједно са Швајцарском, Камеруном и Еквадором. Светско првенство Јапана почело је у уводном мечу турнира против Швајцарске у Ванкуверу. Пенал у 29. минуту који је извела капитен Аја Мијама обезбедио је сва три бода Јапану. У другом мечу Јапан је играо са Камеруном. Голови Аја Самешиме и Јуике Сугасаве донели су Јапану победу од 2 : 1. Последњи меч групне фазе Јапана био је против Еквадора у Винипегу и завршио се резултатом 1 : 0, захваљујући голу Јуки Огиме у петом минуту. Након што је освојио своју групу, Јапан се следеће суочио са трећепласираним тимом Холандије из Групе А у осмини финала. Головима који су постигли Саори Аријоши и Мизухо Сакагучи, меч је завршио резултатом 2 : 1. У четвртфиналу, Јапан се на стадиону Комонвелт суочио са противником Аустралијом у финалу АФК женског Купа Азије 2014.  Гол  Мана Ивабучи у 87. минуту био је довољан да обезбеди пласман Јапана у наредну рунду. У полуфиналу, Јапан се суочио са Енглеском у Едмонтону. Два пенала у првом полувремену и аутогол Лауре Басет у 92. минуту завршили су меч резултатом 2 : 1 и Јапан је отишао у своје друго узастопно финале Светског првенства.
| \| Pos \| Тим- п - р - у \| О \| Бод. \| \| --- \| ---------------- \| - \| ---- \| \| 1 \| Сједињене Државе \| 3 \| 7 \| \| 2 \| Аустралија \| 3 \| 4 \| \| 3 \| Шведска \| 3 \| 3 \| \| 4 \| Нигерија \| 3 \| 1 \|Извор: ФИФА |                  |   |      |
| Pos | Тим              | О | Бод. |
| 1 | Сједињене Државе | 3 | 7    |
| 2 | Аустралија       | 3 | 4    |
| 3 | Шведска          | 3 | 3    |
| 4 | Нигерија         | 3 | 1    |

| Pos | Тим              | О | Бод. |
| --- | ---------------- | - | ---- |
| 1   | Сједињене Државе | 3 | 7    |
| 2   | Аустралија       | 3 | 4    |
| 3   | Шведска          | 3 | 3    |
| 4   | Нигерија         | 3 | 1    |

| \| Pos \| Тим- п - р - у \| О \| Бод. \| \| --- \| -------------- \| - \| ---- \| \| 1 \| Јапан \| 3 \| 9 \| \| 2 \| Камерун \| 3 \| 6 \| \| 3 \| Швајцарска \| 3 \| 3 \| \| 4 \| Еквадор \| 3 \| 0 \|Извор: ФИФА |            |   |      |
| Pos | Тим        | О | Бод. |
| 1 | Јапан      | 3 | 9    |
| 2 | Камерун    | 3 | 6    |
| 3 | Швајцарска | 3 | 3    |
| 4 | Еквадор    | 3 | 0    |

| Pos | Тим        | О | Бод. |
| --- | ---------- | - | ---- |
| 1   | Јапан      | 3 | 9    |
| 2   | Камерун    | 3 | 6    |
| 3   | Швајцарска | 3 | 3    |
| 4   | Еквадор    | 3 | 0    |

## Финална утакмица

### Сажетак
Утакмица је одиграна под отежаним условима због оближњих шумских пожара и ветрова који су носили дим према региону Ловер Мејнленд. Сједињене Државе су рано повеле, постигавши четири гола у првих 16 минута. Три од тих голова дала је везиста Карли Лојд, што јој је дало најбржи хет-трик у историји Светског првенства. Лојдин први гол у 3. минуту био је најбржи у финалу Светског првенства за жене, после корнера који је извела Меган Рапино. Њен гол је такође био први пут да је Јапан заостајао током целог турнира. Лојд је поново постигао погодак у 5. минуту након слободног ударца Лорен Холидеј. Холидеј је постигла погодак у 14. минуту након што дефанзивац Јапана Азуса Ивашимизу није успела да избије лопту главом. Лојдин гол у 16. минуту, који је Ројтерс назвао „један од најистакнутијих голова икада виђених на Светском првенству за жене“, је постигнут са половине терана, чиме је голман Јапана Ајуми Каихори остала кратка да би одбранила гол. Лојдин гол је номинован за ФИФА Пушкашову награду и значио је да је Лојд постала прва жена која је постигла хет-трик у финалу Светског првенства и први играч, мушко или женско, који је то урадио откако је то урадио Џеф Херст за Енглеску против Западне Немачке, у финалу на Вемблију 1966. године.
Нападач јапанске репрезентације Јуки Огими је постигла погодак левом ногом што је био први гол Јапана у 27. минуту,  преваривши финтом одбрамбеног играча Сједињених Држава Џули Џонстон. Јапански тренер Норио Сасаки је затим тактички одговорио увођењем две замене у првом полувремену, уводећи везног играча Хомаре Саву уместо Ивашимизуе и заменивши крилног играча Нахоми Кавасуми за нападача Јуику Сугасаву. Аутогол америчке играчице Џонстон из слободног ударца Аја Мијаме поправио је скор Јапана у другом полувремену, тачније у 52. минуту. Везиста САДа Тобин Хит постигла је последњи гол на утакмици након додавања Морган Брајан за Сједињене Државе два минута касније. Комбинованих седам голова било је највише до тада у историји финала Светског првенства за жене, и повезује рекорд по броју голова у било ком финалу Светског првенства за мушкарце или жене са мушким финалом Светског првенства 1958. у коме је Бразил победио Шведску са 5 : 2.

### Детаљи
| Сједињене Државе                                           | (5 : 2)  | Јапан                                      |
| ---------------------------------------------------------- | -------- | ------------------------------------------ |
| Карли Лојд 3’, 5’, 16’ · Лорен Холидеј 14’ · Тобин Хит 54’ | Извештај | Јуки Нагасато 27’ · Џули Џонсон 52’ (а.г.) |

| Сједињене Државе | Јапан |

| Гол       | 1  | Хоуп Соло         |  |     |
| Одб       | 11 | Али Кригер        |  |     |
| Одб       | 19 | Џули Џонсон       |  |     |
| Одб       | 4  | Беки Сауербран    |  |     |
| Одб       | 22 | Меган Клингенберг |  |     |
| Сре       | 17 | Тобин Хит         |  | 79’ |
| Сре       | 12 | Лорен Холидеј     |  |     |
| Сре       | 14 | Морган Брајан     |  |     |
| Сре       | 15 | Меган Рапино      |  | 61’ |
| Нап       | 13 | Алекс Морган      |  | 86’ |
| Нап       | 10 | Карли Лојд (к)    |  |     |
| Замене:   |    |                   |  |     |
| Одб       | 5  | Кели О’Хара       |  | 61’ |
| Нап       | 20 | Еби Вамбах        |  | 79’ |
| Одба      | 3  | Кристи Пирс       |  | 86’ |
| Селектор: |    |                   |  |     |
| Џил Елис  |    |                   |  |     |

| Гол          | 18 | Ајуми Каихори   |     |     |
| Одб          | 19 | Саори Аријоши   |     |     |
| Одб          | 3  | Азуса Ивашимизу |     | 33’ |
| Одб          | 4  | Саки Кумагаи    |     |     |
| Одб          | 5  | Аја Самешима    |     |     |
| Сре          | 9  | Нахоми Кавасуми |     | 39’ |
| Сре          | 6  | Мизухо Сакагучи |     |     |
| Сре          | 13 | Руми Уцуги      |     |     |
| Сре          | 8  | Аја Мијама (к)  |     |     |
| Нап          | 11 | Шинобу Оно      |     | 60’ |
| Нап          | 17 | Јуки Нагасато   |     |     |
| Замене:      |    |                 |     |     |
| Сре          | 10 | Хомаре Сава     | 82’ | 33’ |
| Нап          | 15 | Јуика Сугасава  |     | 39’ |
| Нап          | 16 | Мана Ивабучи    | 85’ | 60’ |
| Селектор:    |    |                 |     |     |
| Норио Сасаки |    |                 |     |     |

| Играч утакмице: Карли Лојд (САД) Званичници Помоћне судије: Наталија Рачинска (Украјина) Јоланда Парга (Шпанија) Четврти судија: Клаудија Умперез (Украјина) Пети судија: Лорето Толоза (Чиле) | Правила: - 90 минута. - 30 минута продужеци ако је потребно. - Извођење једанаестераца ако су резултати и даље нерешени. - Дванаест именованих подобних замена. - Највише три замене. |

### Статистика
| Статистика         | Сједињене Државе | Јапан |
| ------------------ | ---------------- | ----- |
| Голова             | 4                | 1     |
| Удараца према голу | 9                | 3     |
| Удараца на гол     | 5                | 3     |
| Поседовање лопте   | 49%              | 51%   |
| Корнера            | 3                | 0     |
| Фаулова            | 7                | 3     |
| Офсајда            | 1                | 0     |
| Жутих картона      | 0                | 0     |
| Црвених картона    | 0                | 0     |

| Статистика         | Сједињене Државе | Јапан |
| ------------------ | ---------------- | ----- |
| Голова             | 1                | 1     |
| Удараца према голу | 6                | 9     |
| Удараца на гол     | 2                | 1     |
| Поседовање лопте   | 47%              | 53%   |
| Корнера            | 4                | 3     |
| Фаулова            | 7                | 7     |
| Офсајда            | 0                | 1     |
| Жутих картона      | 0                | 2     |
| Црвених картона    | 0                | 0     |

| Статистика         | Сједињене Државе | Јапан |
| ------------------ | ---------------- | ----- |
| Голова             | 5                | 2     |
| Удараца према голу | 15               | 12    |
| Удараца на гол     | 7                | 4     |
| Поседовање лопте   | 48%              | 52%   |
| Корнера            | 7                | 3     |
| Фаулова            | 14               | 10    |
| Офсајда            | 1                | 1     |
| Жутих картона      | 0                | 2     |
| Црвених картона    | 0                | 0     |